# 新城开善寺
39°14′45″N 115°58′58″E / 39.24583°N 115.98278°E
开善寺位于河北省高碑店市（原新城县）新城镇东北隅，俗称“大佛寺”。根据《高碑店市志》，寺庙始建于唐代。主建筑大雄宝殿是中国现存极少的辽代建筑之一（推测建于约公元1004年至1123年，无明确纪年）。寺院于1996年被列入全国重点文物保护单位名单。
开善寺建筑群占地9500平方米，现存古建筑有天王殿、金刚殿和大雄宝殿。天王殿和金刚殿均为布瓦硬山顶，建于明、清时期；大雄宝殿则建于辽代。大雄宝殿面阔五间，进深三间，高约12米，单檐布瓦庑殿顶，移柱、减柱并用，殿内仅四根金柱，这种减柱造的平面是辽、金建筑常见结构。
2023年8月2日下午起，开善寺文物管理所開始转移拓片、纸质文物和文物档案，布设沙袋。8月3日，开善寺被大水淹没。8月6日，积水开始回落，开善寺大殿内的积水排出。